# Història de l'Azerbaidjan
Azerbaidjan (en àzeri آذربایجان Azərbaycan) és un estat a la regió caucàsica d'Euràsia. Limita a l'est amb la mar Càspia, al nord amb la regió russa del Daguestan, amb Geòrgia al nord-oest, amb Armènia i Turquia al sud-oest, i amb l'Iran al sud. Azerbaidjan és la llar de diversos grups ètnics, la majoria dels quals són àzeris, un grup ètnic turquès amb prop de 9 milions de persones que viuen al territori de la República de l'Azerbaidjan.
Durant la dominació meda i persa, molts albanesos del Caucas adoptaren el zoroastrisme i després el cristianisme abans de l'arribada dels àrabs musulmans i més destacadament, dels turcs musulmans. Es creu que les tribus turqueses van arribar com a bandes petites de ghazis les conquestes de les quals conduïren a la turquificació de la població, per la qual cosa bona part de les tribus nadiues caucàsiques i irànies adoptaren la llengua turquesa dels Oghuz i es convertiren a l'islam durant un període d'uns quants cents d'anys.
Després de més de 80 anys de colonització sota l'Imperi Rus al Caucas, el 1918 s'establí la República Democràtica de l'Azerbaidjan. L'estat fou envaït per forces soviètiques el 1920 i romania sota govern soviètic fins a l'esfondrament de la Unió Soviètica el 1991.

## Prehistòria

### Paleolític
Es considera que la cova d'Azykh, al territori del districte de Fizuli en la República de l'Azerbaidjan és el lloc d'un dels assentaments protohumans més antics d'Euràsia. Uns romanents de la cultura pre-acheuliana foren trobats a les capes més baixes de la cova d'Azykh. Aquesta cultura és una de les més antigues, i en molts sentits similar a la cultura d'Olduvai a Tanzània, i a la cultura valona al sud-est de França.
El període paleolític (Homo Sapiens) en el que ara és l'Azerbaidjan es troba representat per descobriments a Aveidag, Taglar, Damjily, Yatagery, Das Salahli i alguns altres llocs. Els dibuixos gravats sobre roques a Qobustan, al sud de Bakú, ens mostren escenes de caça, pesca, feines i balls, i s'han datat del període del Mesolític.

### Neolític
El Neolític (circa 6è - 4t mil·lenni aC) fou el període de transició des de l'edat de pedra fins a l'edat del bronze. S'han descobert molts assentaments neolítics a l'Azerbaidjan, i la datació per carboni dels estris trobats ens mostra que, durant aquest període, la gent construïa cases, feia armes de coure i estava familiaritzada amb l'agricultura irrigada.

### De l'edat del bronze a l'edat del ferro
La influència de les antigues poblacions i civilitzacions, incloent-hi els sumeris i elamites, vingué a concórrer al territori de l'Azerbaidjan. Una varietat de pobles caucàsics semblen ser els primers habitants de la Transcaucàsia, junt amb els albanesos del Caucas, que són els seus representants més notablement coneguts.
Al segle viii aC, els cimmeris seminòmades i els escites s'instal·laren al territori del Regne de Manna. Els assiris també tingueren una civilització que florí a l'oest del llac Urmia durant uns segles abans de la creació de Mèdia i Albània. La majoria dels documents antics i inscripcions utilitzades per a l'anàlisi històrica de l'àrea provenen dels assiris i del Regne d'Urartu. Quan es tracta la història de l'Azerbaidjan, la majoria dels investigadors occidentals es refereixen a fonts gregues, àrabs, romanes i perses.

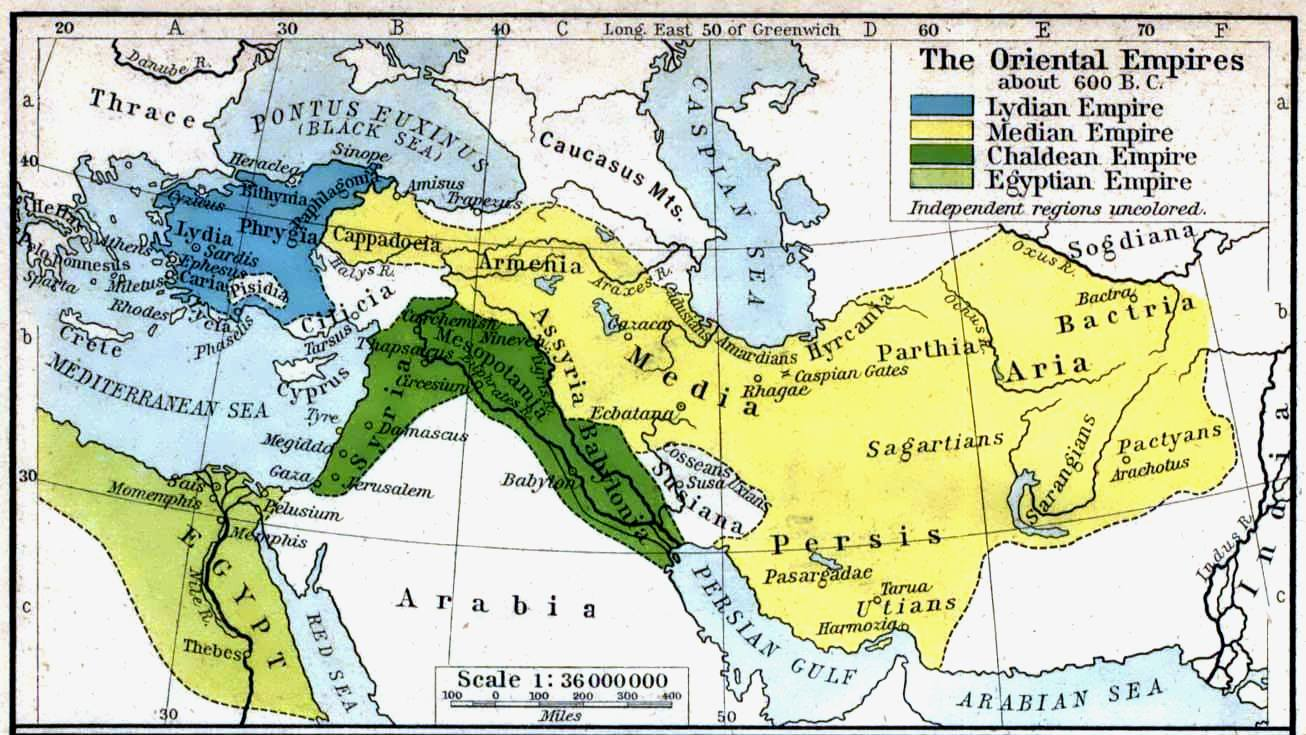
Imperi mede

Es considera que els albanesos del Caucas són els primers habitants de l'Azerbaidjan. Entre els primers invasors es troben els escites al segle ix aC. El sud del Caucas, finalment, fou conquerit pels aquemènides al voltant del 550 aC. Durant aquest període, es difongué a l'Azerbaidjan el zoroastrisme. Els aquemènides, al seu torn, foren derrotats per Alexandre el Gran al 330 aC. Després de la decadència dels selèucides a Pèrsia el 247 aC, un Regne armeni va exercir el control sobre parts de l'Azerbaidjan modern entre el 190 aC al 428 de la nostra era. Els albanesos del Caucas hi establiren un regne al segle i aC, que en gran part romangué independent fins que els sassànides feren del regne una província l'any 252.
El rei Urnayr, governant caucàsic d'Albània, adoptà oficialment el cristianisme com a religió estatal al segle iv de la nostra era, i Albània romandria com a estat cristià fins al segle viii. El control sassànida acabà amb la seva derrota pels àrabs musulmans en l'any 642.
La successiva migració i assentament de nòmades asiàtics a Euràsia i l'Àsia central continuà sent un patró familiar en la història del Caucas des de temps antics, des de l'era de l'Imperi Sassànida fins al sorgiment dels turcs àzeris pels volts del segle xii. Entre el nòmades iranians que feren incursions a l'Azerbaidjan hi trobem els escites, alans i cimmeris. Els nòmades altaics com els khàzars i els huns feren incursions durant l'era húnica i khàzar. Les muralles i fortificacions de Darband foren construïdes durant l'època sassànida per barrar el pas als nòmades provinents del pas del Caucas. Tanmateix, no feren assentaments permanents.

## Antiguitat

### Domini aquemènida i selèucida

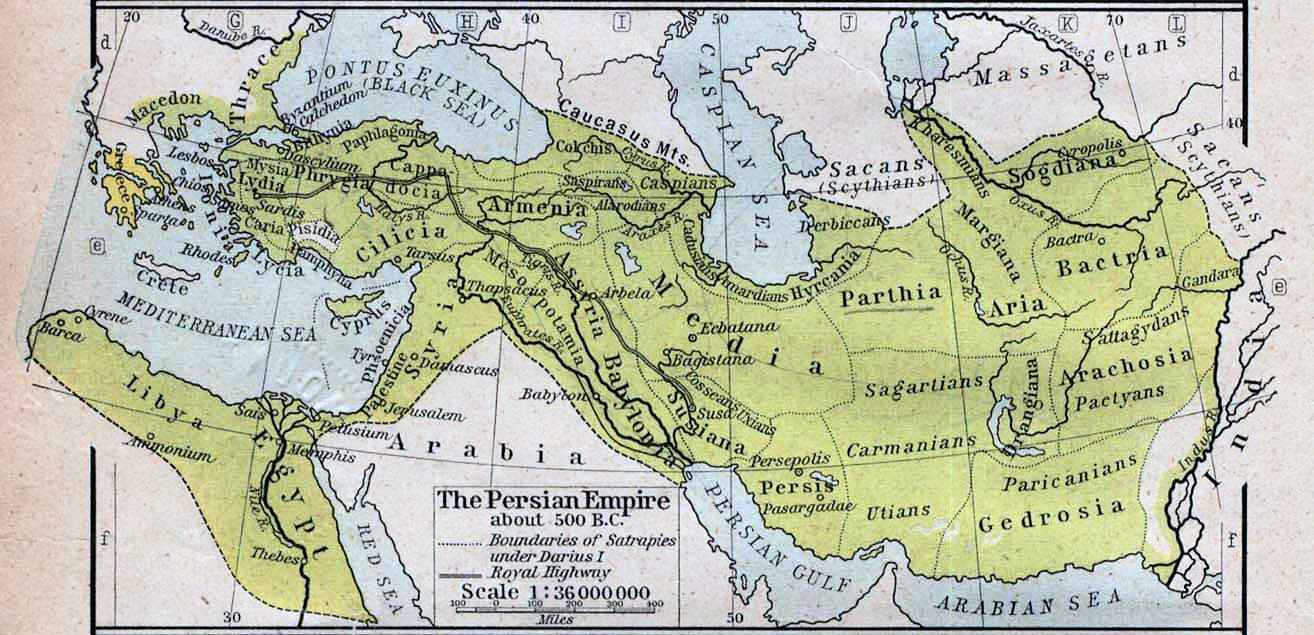
Imperi Aquemènida en la seva màxima extensió

Després de l'enderrocament de l'Imperi mede, tot del que és avui l'Azerbaidjan fou envaït pel rei persa Cir II el Gran al segle vi aC. Aquest primer Imperi persa tingué un profund impacte en la població local, i la religió del zoroastrisme es convertí en una força ascendent, tal com ho feren diverses primerenques influències culturals perses. Moltes de les poblacions locals d'Albània del Caucas foren conegudes com a adoradores de focs, la qual cosa pot ser un senyal de la seva fe zoroastrista.
Aquest imperi fou també prou passatger i va ser conquerit a penes dos segles més tard per Alexandre el Gran, la qual cosa conduí a l'ascens de la cultura hel·lenística per tot l'antic Imperi persa. Els grecs selèucides heretaren el Caucas després de la mort d'Alexandre el 323 aC, però finalment foren aclaparats per les pressions de Roma, els grecs secessionistes de Bactriana, i més adversament els parts (Parni), una altra tribu iraniana nòmada provinent de l'Àsia central, que feu seriosos avenços en els dominis selèucides del nord i de l'est des de finals del segle IV aC fins al segle iii aC, la qual cosa permeté a les tribus caucàsiques locals d'establir un regne independent per primera vegada des de la invasió meda.

### Albània del Caucas, rivalitat Roma-Pàrtia i conquesta sassànida

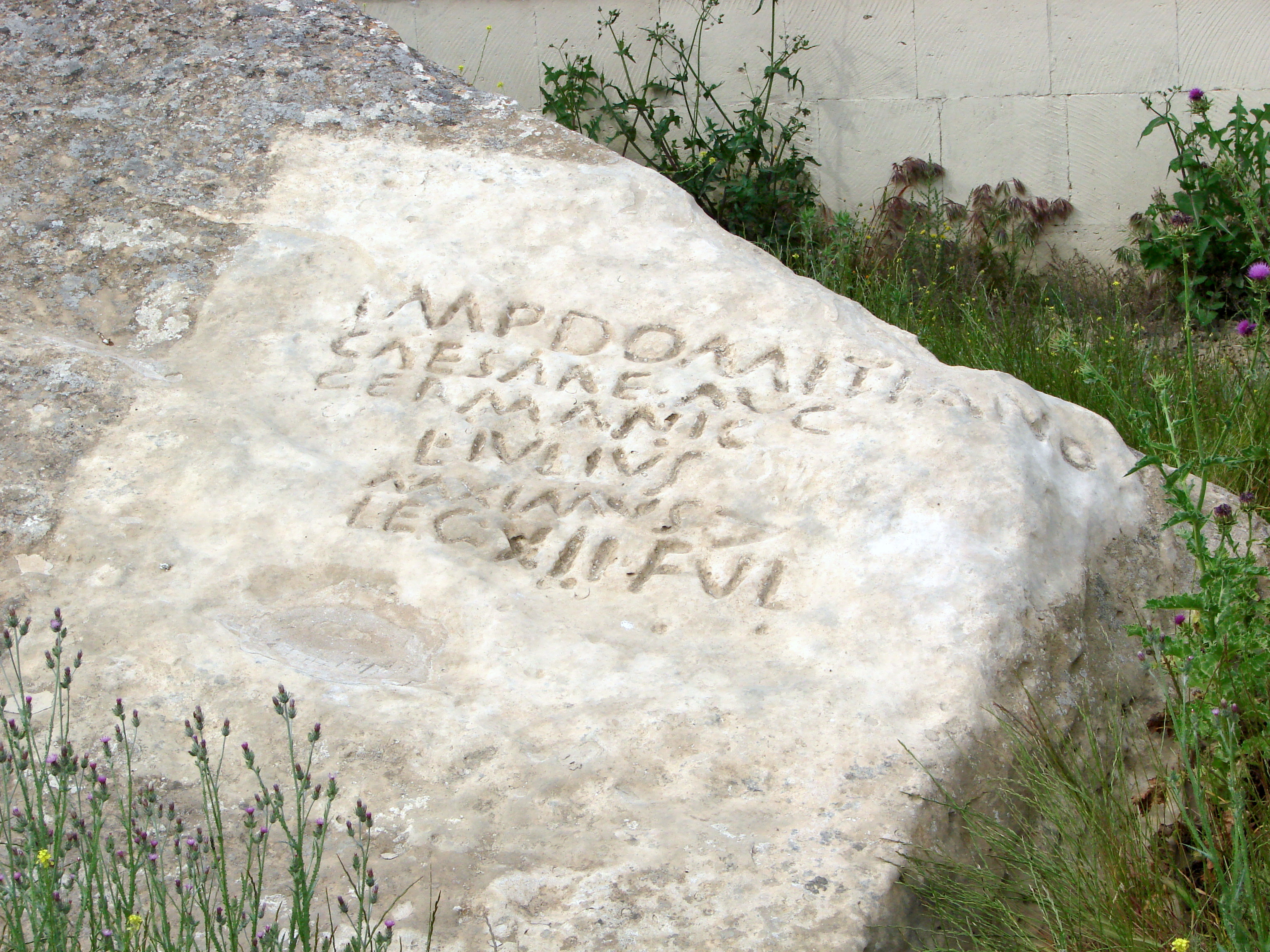
Inscripció romana a Qobustan

El Regne albanès s'uní al voltant d'una identitat caucàsica nadiua per forjar un estat únic en una regió de vasts estats imperi. Tanmateix, al segle ii aC o I aC, els armenis retallaren considerablement els territoris albanesos al sud i conqueriren els territoris de Karabakh i Utik, poblats per diverses tribus albaneses, com els utians, gargarians i caspians. Durant aquesta època, la frontera entre Albània i Armènia s'estenia al llarg del riu Kura.
Com la regió es convertí en un escenari de guerres quan els romans i parts començaren a expandir els seus dominis, la majoria d'Albània acabà sota la dominació de legions romanes comandades per Pompeu i el sud passà a ser controlat pels parts. Hi ha una roca excavada, en la que es creu que és la inscripció romana més oriental que ha arribat fins a nosaltres, just al sud-oest de Bakú, a Qobustan. Fou inscrita per la Legió XII Fulminata durant el govern de l'emperador Domicià.
Després de la divisió d'Armènia entre l'Imperi Romà d'Orient i Pèrsia el 387, els reis albanesos recobraren el control sobre les províncies d'Uti i Artsakh (sud del Kur), quan els reis sassànides recompensaren els governants albanesos arsàcides per la seva lleialtat a Pèrsia.

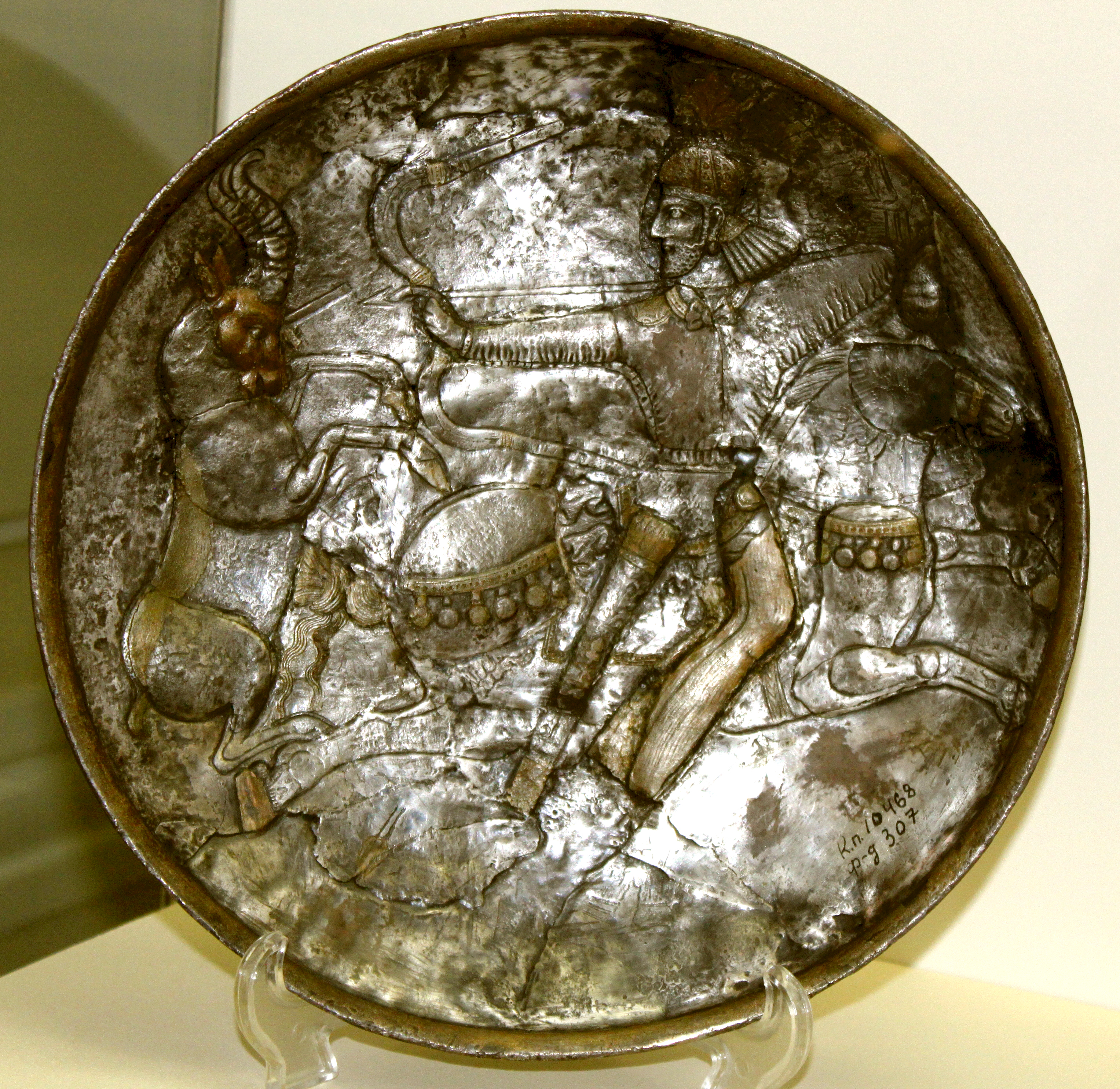
Plat d'argent sassànida excavat al Districte de Şamaxı (Museu d'Història de l'Azerbaidjan)

Els historiadors medievals, com ara Movses Khorenatsi i Movses Kaghankatvatsi, escriuen que els albanesos es convertiren al cristianisme al segle iv pels esforços de Gregori l'Il·luminador d'Armènia. Tanmateix, el cristianisme s'estengué a Albània només gradualment, i una part gran d'albanesos romangueren zoroastrians i pagans fins a la conquesta islàmica.

## Edat mitjana

### Conquesta islàmica

L'era dels califes
Profeta Muhàmmad, 622-632
Primer califat, 632-661
Califat omeia, 661-750

Els àrabs musulmans derrotaren el sassànides i romans d'Orient mentre avançaven a la regió de Caucas. Els àrabs convertiren Albània del Caucas en un estat vassall després de la resistència cristiana, dirigida pel príncep Javanshir, que es rendí en l'any 667. Entre els segles IX i X, els autors àrabs es començaren a referir a la regió entre els rius Kura i Aras com a Arran. Durant aquest temps, els àrabs de Bàssora i Kufa vingueren a l'Azerbaidjan i s'apoderaren de les terres que les poblacions indígenes havien abandonat.

### Seljúcides i estats successors
El període seljúcida de la història de l'Azerbaidjan fou possiblement fins i tot més fonamental que el de la conquesta àrab, atès que ajudà a formar la nacionalitat etnolingüística dels turcs àzeris moderns.
Després del declivi del Califat Abbàssida, el territori de l'Azerbaidjan era sota el balanceig de dinasties nombroses com el musafírides, sàdjides, xaddàdides, rawwàdides i buwàyhides. Tanmateix, al començament del segle xi, el territori fou gradualment ocupat per onades de tribus Oghuz, provinents de l'Àsia central. La primera d'aquestes dinasties turqueses foren els gaznèvides del nord de l'Afganistan, que es feren càrrec de part de l'Azerbaidjan pel volts del 1030. Foren seguits pels seljúcides, una branca occidental dels Oghuz, que conqueriren tot l'Iran i el Caucas, i continuaren a l'Iraq, on enderrocaren els buwàyhides a Bagdad el 1055.
Els seljúcides esdevingueren els governants principals d'un vast imperi que incloïa tot l'Iran, l'Iraq, i l'Azerbaidjan fins al final de segle xii. Durant el període seljúcida, l'influent visir dels soldans seljúcides, Nizam al-Mulk Abu Ali al-Hasan (un notable erudit i administrador persa), és conegut per haver ajudat a introduir-hi nombroses reformes educatives i burocràtiques. La seva mort el 1092 marcà el començament de la decadència del que fou un cop l'estat Seljúcida ben organitzat, que es deteriorà més encara després de la mort de sultà Sandjar el 1153.
Localment, les possessions seljúcides eren governades per atabegs, que eren tècnicament vassalls dels soldans seljúcides, però a vegades es convertien de facto en governants per si mateixos. El títol d'atabeg fou comú durant el govern seljúcida l'Orient Mitjà a principis del segle xii. Sota el seu domini, dels segles XII al XIII, Azerbaidjan emergí com a centre cultural important dels pobles turquesos. Alguns palaus de l'atabeg Eldegizids (eldeniz) i els Xirvanxahs hostatjaren gent distingida d'aquella època, molts dels quals eren excepcionals artesans musulmans i científics. El més famós dels governants atabegs fou Ildegiz (Eldeniz).
Sota els seljúcides, s'assoliren grans progressos en diferents ciències i en filosofia, per iranians com ara Bahmanyar, Khatib Tabrizi, Suhrawardí i altres. Els poetes perses com Nizami Gandjawi i Khaqaní, que vivien en aquesta regió, simbolitzen el punt més alt en la refinada literatura medieval persa. A més a més, la regió experimentà un boom d'edificacions i la singularitat de l'arquitectura del període seljúcida queda palesa en les muralles de les fortaleses, mesquites, escoles, mausoleus i ponts de Bakú, Gandja i Absheron que es construïren durant el segle xii.
El 1225, Djalal al-Din Manguberti de la dinastia Anuixtigínida posà punt final al domini atabeg.

### Dominis mongol i il-kànida
La invasió mongola de l'Orient Mitjà i el Caucas fou un esdeveniment devastador per a l'Azerbaidjan i la majoria dels seus veïns. Des del 1220 es començà a pagar tributs als mongols. Djebé i Subotai feren neutral el petit estat. El 1231, els mongols ocuparen la majoria de l'Azerbaidjan i mataren el xa de Coràsmia Djalal al-Din Manguberti, que havia enderrocat la dinastia Atabeg. El 1235 el mongols destruïren les ciutats de Gandja, Şəmkir, Tovuz i Xabran en el seu camí vers la conquesta de la Rus de Kíev. Pels volts del 1236, tota la Transcaucàsia era a mans d'Ogodei.

### El final del domini mongol i la rivalitat Qara Qoyunlu- Aq Qoyunlu
L'últim governant il-kànida, Abu Said Bahadur Khan, morí sense hereu, la qual cosa conduí a la desintegració de l'estat il-kànida en petits sultanats. El següent estat al territori de l'Azerbaidjan durant els anys 1330 fou el de la dinastia jalayírida, que governava l'Iraq, Pèrsia occidental, i la major part de l'Azerbaidjan. El Sultanat jalayírida durà aproximadament cinquanta anys, fins que fou interromput per les conquestes de Tamerlà i les rebel·lions dels Qara Qoyunlu, també coneguts com a "Turcs de l'Ovella Negra".
El primer governant jalayírida fou Hasan Buzurg (m. 1356), que pujà al tron a Tabriz el 1337. El seu fill Uways ibn Hasan derrotà els seus potencials i més seriosos rivals, el cobànides (descendents d'Amir Coban) per consolidar el seu domini. Regnà sobre Azerbaidjan de 1360 a 1374 durant un període de pau i estabilitat. Després del govern del feble sultà Husayn ibn Uways, l'estat jalayírida declinà.
Tamerlà (Amir Timur) llançà una invasió que devastà l'Azerbaidjan el 1380, i incorporà temporalment l'Azerbaidjan entre els seus vasts dominis, que abastaven bona part d'Euràsia. L'estat xirvanxah sota Xirvanxah Ibrahim I fou també vassall de Tamerlà i l'ajudà en la seva guerra amb el governant mongol de l'Horda d'Or Toktamix. Azerbaidjan experimentà un malestar social i una disputa religiosa durant aquest període a causa del conflicte sectari iniciat per l'hurufisme, bektaixisme i altres moviments. El 1393 Tamerlà va concedir el tron d'Hulagu o corona de Hulagu (Takhi-i-Hulagu), format principalment per l'Azerbaidjan, l'Iraq Ajamita i l'Iraq Arabí, incloent les seves dependències (Xirvan, Xaki, Gilan, i Rustamdar) al seu fill Miran Shah, abans virrei del Khurasan (província mongola) 1380-93. En fou desposseït el 1399 i el 1404, ja sense l'Iraq Arabi, fou concedit al seu fill Muhammad Umar.
Després de la derrota del beg kara koyunlu Kara Yusuf a la batalla del canal d'Algami el 1402, va haver de fugir a Egipte on va ser empresonat fins a la mort de Timur el 1405. El 1405, el sultà mameluc Nasir-ad-Din Fàraj va alliberar un altre presoner, el sultà jalayírida Ahmad ibn Uways i tot seguit a Kara Yusuf. Mentre eren els dos a la presó havien acordat que si alguna vegada sortien lliures, Ahmad recuperaria l'Iraq mentre que Kara Yusuf podria quedar-se amb l'Azerbaidjan. Durant aquests anys (1404 i 1405) Azerbaidjan va estar en mans del príncep Muhammad Umar ibn Mihran Shah i Bagdad estava sota l'administració d'Abu Bakr ibn Miran Shah, els dos fills de Miran Shah. Els dos germans mantenien una certa rivalitat i Muhammad Umar, tot i ser mes jove que Abu Bakr, tenia preeminència sobre aquest per disposició especifica de Tamerlà al concedir-los els seus governs.
Només saber-se la mort de Tamerlà alguns amirs de l'Azerbaidjan van començar a conspirar per agafar posicions de preferència. Van convèncer a Jahan Xah, que estava borratxo la major part del temps, de fer executar alguns cortesans entre els quals el naib Mawlana Kutb al-Din Awbahi. Muhammad Umar va reaccionar immediatament, va ordenar atacar a Jahan Xah que després d'un intent de resistència va acabar fugint. Perseguit fou atrapat, fet presoner i executat per un fill d'un dels cortesans assassinats. Muhammad Umar li va reprotxar a l'assassí el crim però ja no tenia remei.
Abu Bakr avançava al front d'un potent exèrcit que anava a Samarcanda a donar suport al seu germà Khalil Sultan; amb l'excusa de venjar a Jahan Xah. Les forces de Muhammad eren 47 koshuns cadascun de 500 homes (o sigui en total 23.500 homes) més 5000 homes de la guàrdia reial. L'amir Husayn Barles es va presentar com a delegat d'Abu Bakr per anunciar que el seu senyor romania fidel a Muhammad Umar i que volia reunir-se amb Miran Xah per anar a Transoxiana (Miran Xah estava a Sultaniya). El 2 de maig de 1405 Muhammad Umar va acampar a Sultaniya però Abu Bakr va deixar el gruix del seu exèrcit i va seguir endavant amb un reduït grup de soldats. Muhammad Umar va consultar als amirs si havia de fer arrestar al seu germà: l'amir Umar Taban i algun altre hi va estar en contra però els altres, que eren majoria, a favor. Quan Abu Bakr va arribar al campament del seu germà fou arrestat i conduit a la ciutadella de Sultaniya.
No és clar si Muhammad Umar (sovint nomes Umar) va expulsar dels seus dominis al seu pare Miran Xah (que en la darrera notícia tenia residència a Sultaniya) o aquest va decidir exiliar-se pel seu compte. Miran Xah, amb el seu fill gran empresonat i el seu exèrcit neutralitzat, es va dirigir al Khurasan, de camí cap a Samarcanda a reunir-se amb Khalil Sultan si aquest es consolidava.
Tabriz estava sota el comandament de Muhammad Umar ibn Miran Shah. El xah de Xirvan, Xaikh Ibrahim, començava a actuar pel seu compte. Van aparèixer altres forces: els turcmans Jagirlu dirigits per Bistam Jagir, establerts a Ardabil; Sidi Ahmed Arlat Teymuri, governant de Shaki (Azerbaidjan); Yar Ahmed Karamanli, el cap de la tribu Karamanli establerta a la regió del Karabakh. Totes aquestes forces es va aixecar contra Muhammad Umar ibn Mihran Shah. Xaikh Ibrahim aspirava a l'Azerbaidjan i va provocar disturbis a Ganja i va assolar Karabakh amb l'ajut dels seus aliats jagirlu que van poder ocupar Bardaa. El Regne de Geòrgia es va rebel·lar al mateix temps, mentre que el rei Jordi VII de Geòrgia, segons l'historiador Mirkhwand, "va enviar els seus ambaixadors a expressar la seva obediència i subordinació a Xaikh Ibrahim". Més tard, l'estiu de 1406, en una batalla al riu Kura, van derrotar l'exèrcit de Muhammad Umar ibn Miran Shah, que va abandonar ràpidament Tabriz a l'arribada de Bistam Jagir, seguit de prop per Xaikh Ibrahim, que van ocupar successivament la ciutat. Però el juny de 1406, Xaikh Ibrahim va saber de l'arribada del sultà Ahmad ibn Uways a la frontera i que estava rebent molt de suport i li va abandonar Tabriz, retirant-se a Shirvan mentre el sultà Ahmad Jalayir prenia Tabriz sense resistència. Ahmad, però, va exigir grans quantitats d'impostos i va cometre excessos que van capgirar a la gent en contra seva. Kara Yusuf alegava a mes l'incompliment de l'acord entre ambdós.
Mentre Abu Bakr havia aconseguit prendre el control de Sultaniya, on estava empresonat i encara que inicialment va haver de retirar-se cap a l'est, va anar a trobar al seu pare Miran Shah, van retornar junts i van trobar molt de suport. Després de diverses victòries Abu Bakr estava a punt per ocupar Tabriz, on no va entrar a causa d'una epidèmia. Ahmad ibn Uways va abandonar Tabriz. Al mateix temps al nord de l'Azerbaidjan, a la zona del riu Aras (Araxes) i Naxçıvan, Kara Yusuf va reagrupar les tribus.
Pel seu costat els jalayírides van instigar una revolta dels seus lleials a Hilla i amb les forces militars timúrides fora del territori van poder ocupar el país i restaurar a Ahmad ibn Uways (final de 1405).
Abu Bakr va enviar un delegat al Kurdistan a Malik Izz al-Din; aquest va acceptar combatre a Kara Yusuf dels Kara Koyunlu que s'havia acostat amb les seves forces cap a l'Araxes. El 14 d'octubre o 26 d'octubre de 1406 (segons les fonts) els dos exercits es van trobar i l'endemà es va lliurar batalla que fou favorable a Kara Yusuf; Molts soldats d'Abu Bakr van ser fets presoners. Abu Bakr va fugir a Marand. Els vencedors van saquejar Tabriz i van matar part de la seva població o els van confiscar les propietats; l'amir Xaikh Kassab va perseguir a Abu Bakr fins a Sayyidabad. Abu Bakr va poder arribar a Sultaniya que va posar en estat de defensa i va poder passat el hivern a la província de Rayy.
Després de la mort de Timur el 1405, el seu quart fill Xah Rukh arribà al poder i regnà fins al 1446. A l'oest dels dominis de Xah Rukh emergiren dos nous estats turquesos rivals -els Qara Qoyunlu, centrats al voltant del llac Van, i els Aq Qoyunlu (o Turcs de l'Ovella Blanca), centrats al voltant de Diyarbakr. Inicialment, foren els Qara Qoyunlu els que hi tingueren més influència, quan el seu cap, Qara Yússuf vencé Sultan Ahmad ibn Abu Said, l'últim dels jalayírides, que conquerí l'Azerbaidjan el 1410 i establí la seva capital a Tabriz. Sota Jahan-Xah, els Qara Qoyunlu expandiren el seu territori a l'Iran central i a l'est fins al Khorasan. Més tard, tanmateix, els Aq Qoyunlu guanyaren preeminència: Uzun Hasan venç Jahan-Xah i els Qara Qoyunlu el 1468. Uzun Hasan governà tot l'Iran, Azerbaidjan i Iraq fins a la seva mort el 1478. Tant els Aq Qoyunlu com els Qara Qoyunlu continuaren la tradició dels timúrides com a patrons generosos de la literatura, la poesia i les arts, com ara les cèlebres miniatures perses de Tabriz.

### Els xirvanxahs

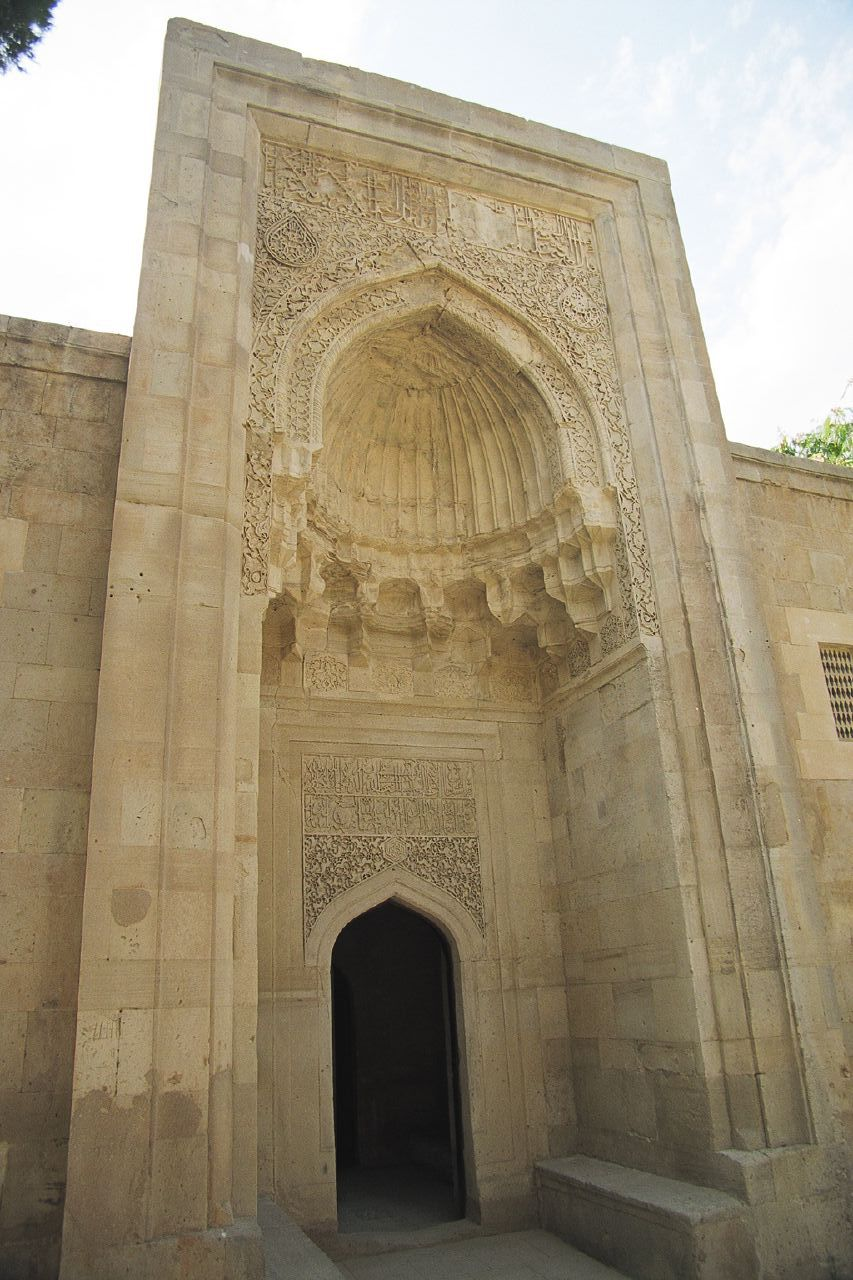
Turba (mausoleu) dels xirvanxahs a Bakú. Segle XV

Xirvanxah, també transcrit com Shīrwān Shāh o Sharwān Shāh, era el títol en temps islàmics medievals d'una dinastia persificada d'origen àrab. Els xirvanxahs establiren un estat àzeri nadiu. Foren els governants de Xirvan, una regió històrica a l'actual Azerbaidjan. Els xirvanxahs establiren la dinastia islàmica més duradora del món islàmic.
El paper de l'estat xirvanxah fou important en el desenvolupament nacional de l'Azerbaidjan. Els xirvanxahs mantingueren un alt grau d'autonomia com a governants locals i vassalls des del 861 fins al 1539, i proporcionaren una continuïtat que perdurà més temps que qualsevol altra dinastia al món islàmic. Hi ha dos períodes d'un estat xirvanxah independent: primer al segle xii, sota els soldans Manuixihr II ibn Fariburz i Akhistan I (Akhsatan I) ibn Manuixihr III, que construïren el baluard de Bakú; i segon al segle xi, sota la dinastia dels derbèndides. Entre els segles xiii i xiv els xirvanxahs foren vassalls dels mongols i dels timúrides.
Els xirvanxahs Khalilullah I i Farrukh Yassar presidiren un període altament estable en la història de la dinastia. El complex arquitectònic del palau Xirvanxah a Bakú (que fou també un lloc d'enterrament de la dinastia) i la Khalwatiyya Sufi Khaneqa es construïren durant el regnat d'aquests dos governants a mitjans del segle xv. Els governants xirvanxahs eren sunnites més o menys ortodoxos, i així s'oposaven al xiisme heterodox de l'orde sufí de l'Imperi safàvida. El 1462 Xaïkh Djunayd, el líder dels safàvides, fou mort en la batalla contra els xirvanxahs, prop de ciutat de Gusar (fou enterrat al poble de Hazra), un esdeveniment que conformà subsegüents accions safàvides que conduïren a una fase nova en la història de l'Azerbaidjan.

## Els safàvides i l'ascens del xiisme

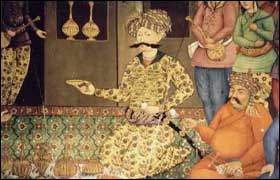
Abbas I el Gran en un banquet.
Detall d'un fresc al sostre del palau Chehel Sotoun, a Esfahan

Els safàvides foren un orde religiós sufí format el 1330 per Safi al-Din Ardabili (1252-1334), del qual prengué l'epònim.
Aquest orde sufí esdevingué obertament la branca heterodoxa del xiisme al final del segle xv. Alguns seguidors safàvides, més notablement els turcs kizilbaixis, creien en la naturalesa mística i esotèrica dels seus governants i la seva relació amb la casa d'Alí ibn Abi-Tàlib, per la qual cosa estaven predisposats a lluitar zelosament per ells. Els governants safàvides afirmaven descendir del mateix Alí i la seva muller Fàtima az-Zahrà, filla del profeta Muhàmmad, a través del setè imam Mussa al-Kàdhim. El nombre de kizilbaixis s'incrementà al segle xvi i els seus generals pogueren dur a terme una reeixida guerra contra l'estat dels Aq Qoyunlu i aconseguir la captura de Tabriz.
El safàvides, liderats per Ismaïl I de Pèrsia, expandiren el seu territori, saquejaren Bakú el 1501 i perseguiren els xirvanxahs.
Durant el regnat d'Ismaïl I de Pèrsia i el seu fill Tahmasp I, el xiisme s'imposà a l'anteriorment població sunnita de l'Iran i l'Azerbaidjan. La imposició del xiisme fou especialment dura a Xirvan, on fou massacrada una gran població sunnita. L'Iran es convertí en una teocràcia feudal durant aquest període i es considerava que el xah era el cap divinament ordenat d'estat i religió. Durant aquest període, els caps Qizilbaixi eren anomenats wakils (o administradors legals) amb oficines al càrrec de l'administració provincial i es creà la classe dels ulemes xiites.
Les guerres amb el sunnita Imperi Otomà continuaren durant el regnat del xah Tahmasp I. Les importants ciutats àzeris de Şamaxı, Ganja i Bakú foren ocupades pels otomans durant els anys 1580.
Sota el regnat d'Abbas I el Gran (1587-1630) la monarquia prengué un tret nacional distintiu clarament persa, que es fusionà amb el xiisme. El regnat d'Abbas I representà el punt àlgid de desenvolupament de l'estat i fou capaç de repel·lir els otomans i recapturar Azerbaidjan i Xirvan el 1603.

## Kanats de mitjans delseglexviiia principis delseglexix

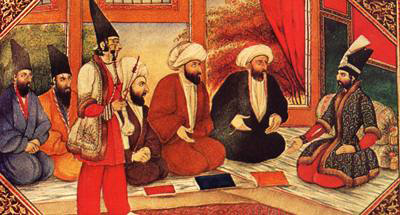
Pintura de l'era Qajar. Mul·làs en presència del rei

Mentre els conflictes civils s'acarnissaven a l'Iran, bona part de l'Azerbaidjan fou ocupat pels otomans (1720 a 1736). Mentrestant (des de 1722 fins a 1735), durant el regnat de Pere I de Rússia, la franja costanera al llarg de la mar Càspia que comprenia Derbent, Bakú i Salyan passà a control rus.
Després de l'esfondrament de l'Imperi safàvida, Nàdir-Xah Afxar (Nadir Guli Bey), un antic esclau que havia aconseguit el lideratge militar dins de la tribu turcmana d'Afxar al Khorasan (un estat vassall dels safàvides) arribà al poder. Arrabassà el control sobre l'Iran als afganesos el 1729 i procedí a dur a terme un ambiciós pla militar: conquerí fins a Delhi a l'est, però no fortificà la seva base persa i va esgotar el seu exèrcit. Nadir tenia control eficaç sobre el xah Tahmasp II i llavors regnà com a regent de l'infant Abbas III, fins a 1736, quan es feu coronar com a xah. La coronació de Nàdir-Xah Afxar tingué lloc a Mughan, en l'actual territori de l'Azerbaidjan, on es reuniren els militars àzeris i l'aristocràcia tribal.

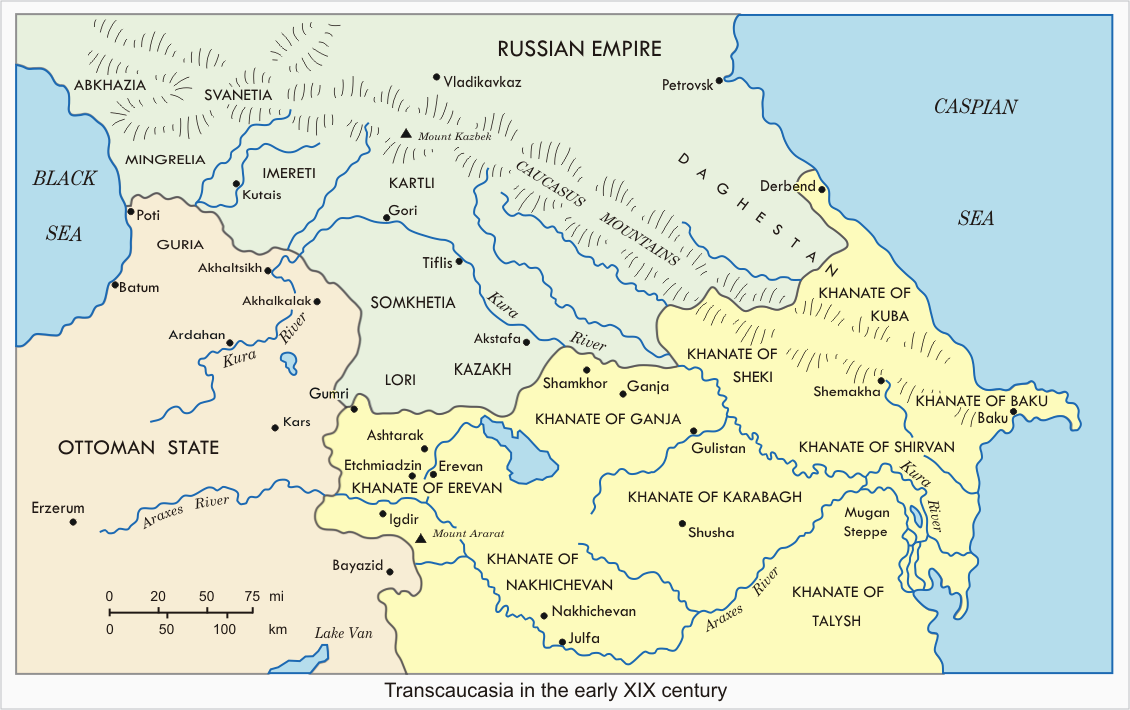
Kanats, nord i sud de l'Araxes

Després de l'assassinat de Nadir Xah el 1747, l'Imperi persa sota els afxàrides es desintegrà. Uns quants kanats musulmans, descrits com a àzeris per algunes fonts i com a iranians per altres, esdevingueren de facto independents, mentre romangueren sota suzerania nominal persa. Dins de l'Azerbaidjan sorgiren els kanats de Xirvan, Bakú, Karabagh, Gandja, Quba, Xaki, Talix, Erevan, Nakhitxevan, Maku i altres petites ciutats estat. Els kanats estigueren en constant guerra entre si i amb amenaces externes. El més poderós entre els kans del nord era Fat'h Ali Khan de Quba (mort el 1783), que aconseguí unir la majoria dels kanats veïns sota el seu domini i fins i tot muntà una expedició per prendre Tabriz; lluità amb la dinastia Zand. Un altre kanat poderós fou el de Karabakh, que sotmeté el veí Kanat de Nakhitxevan i parts del Kanat d'Erevan.
Pels volts del 1796, Agha Muhàmmad Khan Qajar atacava i conqueria l'Azerbaidjan i Geòrgia. Alguns kanats prengueren la fatídica decisió de demanar ajut a Rússia, mentre que uns altres àzeris es quedaren sota domini Qajar. Tanmateix, els russos, que per aquella època controlaven Geòrgia, ja havien subjugat la majoria dels kanats del Caucas el 1806. El qajars respongueren a aquests esdeveniments declarant la guerra, que continuà fins al 1813, quan els russos envaïren Tabriz.

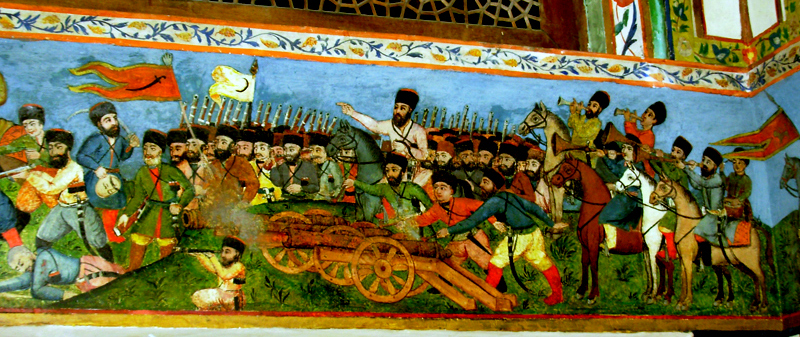
Miniatura d'escena de batalla a la paret del palau de Xaki Khan

Segons el professor Tadeusz Swietochowski: 
| « | La breu i exitosa campanya de Rússia de 1812 es va concloure amb el Tractat de Gulistan, que va ser signat el 12 d'octubre de l'any següent. El tractat preveia la incorporació a l'Imperi Rus de vastes extensions de territori iranià, incloent-hi el Daguestan, Geòrgia amb la província de Xeragel, Imerècia, Gúria, Mingrèlia i Abkhàzia, així com els kanats de Karabakh, Ganja, Xeki, Xirvan, Derbent, Kuba, Bakú, i Talyx. | » |

Segons Svante Cornell:
| « | El 1812 Rússia posà fi a una guerra amb Turquia i passà a l'ofensiva contra l'Iran. Aquest fet conduí al tractat de Gulistan, el 1813, que va donar el control a Rússia sobre els vastos territoris que fins llavors havien estat, almenys nominalment, iranians, i, a més, una veu en la política de successió iraniana. El conjunt de Daguestan i Geòrgia, inclosa Abkhàzia i Mingrelia foren cedides formalment a Rússia, així com vuit kanats àzeris (Karabakh, Ganja, Sheki, Kuba, Xirvan, Talyx, Bakú, i Derbent). No obstant això, com hem vist abans, els perses van desafiar el domini de Rússia a la zona, cosa que resultà en un desastre militar. Iran va perdre el control sobre la totalitat de l'Azerbaidjan, i amb el tractat de Turkmantxai de 1828, Rússia amenaçà d'establir el seu control sobre Azerbaidjan, llevat que l'Iran pagués una indemnització de guerra. Els britànics van ajudar els iranians amb l'assumpte, però el cert és que les tropes russes havien arribat tan lluny com al sud de Tabriz. Tot i que certes àrees (incloent Tabriz) van ser retornades a l'Iran, Rússia era, de fet, al cim de la seva expansió territorial. | » |

Segons la Cambridge History of Iran: 
| « | Fins i tot quan els governants de l'altiplà no tenien mitjans per a dur a terme la seva suzerania més enllà de l'Aras, els kanats veïns eren encara considerats com a dependències iranianes. Naturalment, eren els kanats més propers a la província de l'Azerbaidjan els que experimentaren més sovint els intents de tornar a imposar la sobirania iraniana: els kanats d'Erivan, Najitxevan i Qarabagh a través de l'Aras, i el Kanat cis-Aras de Talyx, amb la seva seu administrativa a Lankaran i, per tant, molt vulnerable a la pressió, ja sigui des de la direcció de Tabriz o de Raixt. Més enllà del Kanat de Qarabagh, el kan de Ganja i el vali de Gurjistān (regent del regne Kartli-Kakheti del sud-est de Geòrgia), encara que menys accessible als efectes de la coerció, també van ser considerats com a vassalls del xa, així com els kans de Xakki i Xirvan, al nord del riu Kura. Els contactes entre l'Iran i els kanats de Bakú i Qubba, però, van ser més tènues i van consistir principalment en vincles comercials marítims amb Anzali i Raixt. L'eficàcia d'aquestes afirmacions una mica a l'atzar de la sobirania depenia de la capacitat d'un xa en particular per fer sentir la seva voluntat, i la determinació dels kans locals per eludir les obligacions que ells consideraven com a oneroses. | » |

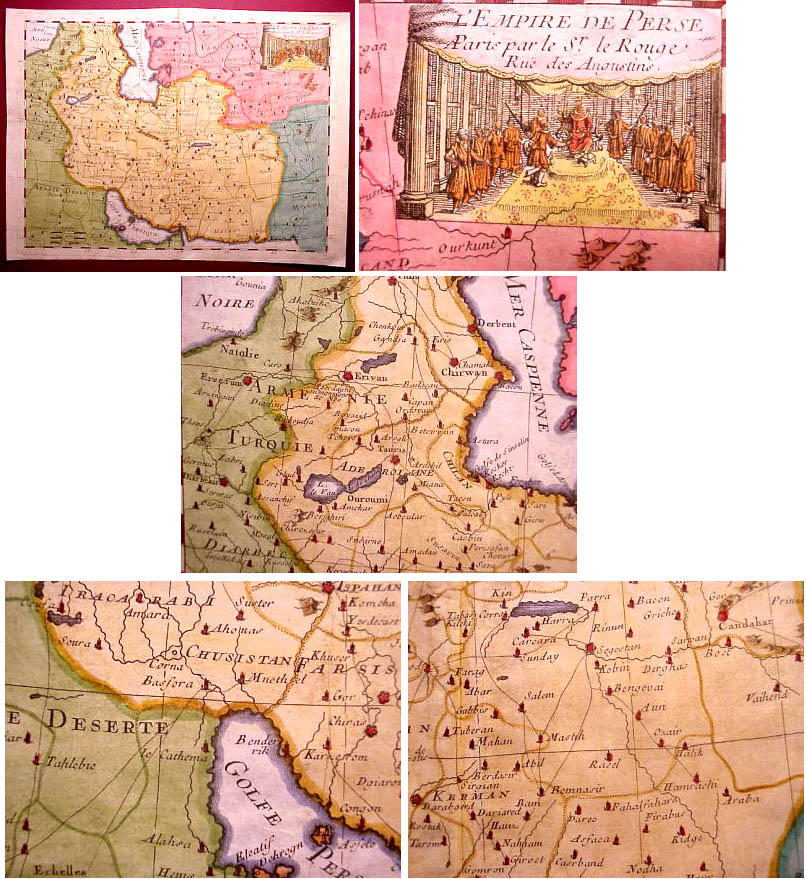
Mapa en què es mostra Xirvan, el Caucas i Pèrsia (1748)

## Domini rus
Després de la seva derrota per Rússia, la Pèrsia Qajar es va veure forçada a signar el tractat de Gulistan el 1813, que admetia la pèrdua del territori en favor de Rússia. Els kanats locals o bé foren abolits (com Bakú o Ganja) o acceptaren el patronatge rus. Una altra guerra russo-persa del 1826 al 1828 tingué com a resultat una altra aclaparadora derrota de l'exèrcit iranià. Els russos dictaren una altra liquidació definitiva segons el tractat de Turkmantxai, amb el resultat que els qajars de Pèrsia cediren territoris del Caucas el 1828. El tractat establí les fronteres actuals de l'Azerbaidjan i l'Iran, i eliminà el poder dels kans locals. Als territoris controlats pels russos, s'establiren dues províncies que més tard constituïrien la majoria de la república moderna: Elisavetpol (província de Gandja) a l'oest, i província de Şamaxı a l'est.
Al començament d'administració russa, els tsars no interferiren significativament en els afers locals i la migració de la població cristiana a l'Azerbaidjan fou mínima. Com a resultat d'un catastròfic terratrèmol el 1858, la capital de la província oriental es transferí des de Şamaxı fins a Bakú, que assolí una importància més gran gradualment.
La descoberta i explotació de petroli durant els anys 1870 conduí a un període de prosperitat i creixement sense precedents en els anys anteriors a la Primera Guerra Mundial, però també creà enormes disparitats en riquesa entre els capitalistes, en gran part europeus, i la classe treballadora musulmana local. Pels volts del 1900, la població de Bakú augmentava de 10.000 a aproximadament 250.000 com a resultat de migracions de treballadors procedents de tots els confins de l'Imperi Rus, l'Iran, i altres llocs. El creixement de Bakú i la progressió d'una economia explotadora ocasionaren el sorgiment d'una intel·lectualitat nacionalista àzeri, educada i influenciada per idees europees i otomanes. Pensadors influents com ara Hasan Bey Zardabi, Mirza Fatali Akhundov i posteriorment, Jalil Mammadguluzadeh, Mirza Alakbar Sabir, Nariman Narimànov i altres esperonaren un discurs nacionalista i s'aplegaren en contra de la pobresa, la ignorància i l'extremisme, i cercaren reformes en educació i l'emancipació de les classes desposseïdes, incloent-hi les dones. El suport financer de filantrops milionaris, com ara Haji Zeynalabdin Taghiyev, també reforçà l'ascens d'una classe mitjana àzeri.
Després de la desastrosa Guerra russojaponesa, esclatà una crisi econòmica i política a Bakú, que començà amb una vaga general de treballadors del petroli el 1904. El 1905, les tensions de classe i ètniques ocasionaren disturbis ètnics armenimusulmans durant la primera Revolució russa. Els governs tsaristes van, de fet, explotar la disputa ètnica i religiosa per mantenir-ne el control amb una política de divideix i venceràs.
La situació millorà durant el període comprès entre 1906-1914, quan s'introduí un sistema parlamentari limitat a Rússia i els diputats musulmans de l'Azerbaidjan es convertiren en actius promotors dels interessos àzeris. El 1911 es formà el panarabista i pantúrquic partit Musavat, inspirat per l'esquerra de la ideologia de centre modernitzadora defensada per Mammed Amin Rasulzade. Fundat clandestinament, el partit s'expandí ràpidament el 1917, després de l'enderrocament del règim tsarista a Rússia. Els components més essencials de la ideologia del Musavat eren el secularisme, nacionalisme i federalisme, o autonomia dins d'una estructura política més àmplia. Tanmateix, les ales dretana i esquerrana del partit diferien en certs assumptes, especialment en la distribució de la terra. El líder del partit era l'esquerrà Mammed Amin Rasulzade.
Després que Rússia es tornés a implicar en la Primera Guerra mundial, sorgiren altre cop tensions socials i econòmiques. La Revolució russa de 1917 en el fons conduí a l'atorgament de drets a la població local de l'Azerbaidjan i l'atorgament d'autogovern, però aquesta autonomia també dugué a un conflicte ètnic renovat entre àzeris i armenis.

## República Democràtica de l'Azerbaidjan

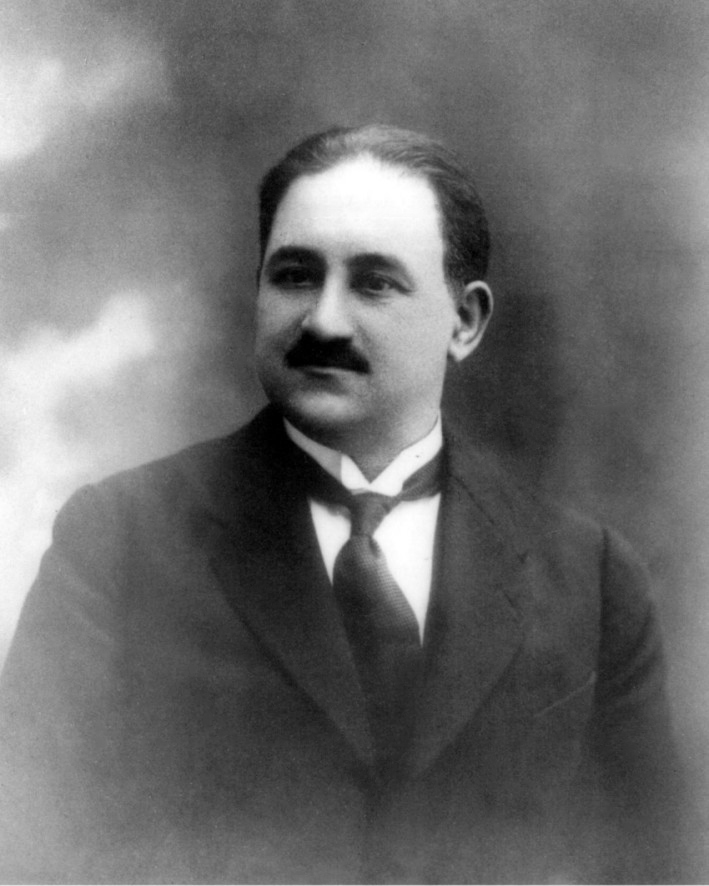
Mammed Amin Rasulzade fou un dels dirigents que fundaren la República Democràtica de l'Azerbaidjan

Quan s'esfondrà l'Imperi Rus el 1917, es proclamà una república independent a Gandja el 28 de maig de 1918 després d'un intent avortat d'establir una República Transcaucàsica Federal amb Armènia i Geòrgia. Aquesta fou la primera república democràtica establerta en el món Iilàmic. A Bakú, tanmateix, una coalició de bolxevics, dashnaks i menxevics lluità contra un exèrcit turc islàmic dirigit per Nuri Pasa. Aquesta coalició coneguda com a "Comuna de Bakú" també inspirà o tàcitament aprovà les massacres de musulmans locals per forces dashnakoarmènies ben armades. Aquesta coalició, tanmateix, s'esfondrà i fou canviada per un govern controlat pels britànics, conegut com a Dictadura de la Càspia Central el juliol de 1918. Les forces britàniques, sota el comandament del general Dunsterville, ocuparen Bakú i ajudaren el gruix de les forces dashnakoarmènies a defensar la capital. Tanmateix, Bakú queia el 15 de setembre de 1918 i un exèrcit azeriotomà entrava a la capital, provocant que les forces britàniques i bona part de la població armènia fugissin. L'Imperi Otomà, tanmateix, es rendí el 30 d'octubre de 1918 i les forces d'ocupació britàniques retornaren a Bakú.
Azerbaidjan fou proclamat república secular i el seu primer parlament inicià les sessions el 5 de desembre de 1918. L'administració britànica inicialment no reconeixia la república, però tàcitament hi cooperava. A mitjans de 1919 la situació a l'Azerbaidjan s'havia estabilitzat més o menys, i les forces britàniques marxaren l'agost de 1919. Tanmateix, a començaments del 1920, l'avenç de les forces bolxevics, victorioses en la Guerra Civil russa, començava a suposar una gran amenaça per a la jove república, que també participava en un conflicte amb Armènia sobre el Karabakh.
Azerbaidjan rebé de facto el reconeixement pels Aliats com a nació independent el gener de 1920 en la conferència de Pau de París (1919). La república fou governada per cinc gabinets, formats completament per una coalició del Müsavat i altres partits, incloent-hi el Bloc Socialista, independents, liberals, partit socialdemòcrata Hummet i el conservador Ittihad. El primer ministre dels primers tres gabinets fou Fatali Khan Khoyski; en els últims dos, Nesib bey Yusifbeyli. El president del parlament, Elimerdan Topçubason, fou reconegut com a cap d'estat. En qualitat d'això, representà l'Azerbaidjan en la conferència de Pau de París (1919)
Ajudat per dissidents àzeris en el govern republicà, l'Exèrcit Roig envaí l'Azerbaidjan el 28 d'abril, de 1920. La majoria del novament format exèrcit àzeri estava compromès en la repressió de la rebel·lió armènia que tot just havia esclatat al Karabakh. Els àzeris no lliuraren la recent conquerida independència sinó després d'una forta resistència, que deixà un saldo de 20.000 morts fins que no es feu efectiva la conquesta russa. Tanmateix, la instal·lació de l'República Socialista Soviètica de l'Azerbaidjan propicià que hi hagués un cert suport popular a la ideologia bolxevic a l'Azerbaidjan, en particular entre els treballadors industrials de Bakú. El mateix dia es formà un govern soviètic amb Neriman Nerimanov. Abans que l'any s'acabés, Armènia havia corregut la mateixa sort i, el març de 1921, passà el mateix a Geòrgia.

## Azerbaidjan soviètic

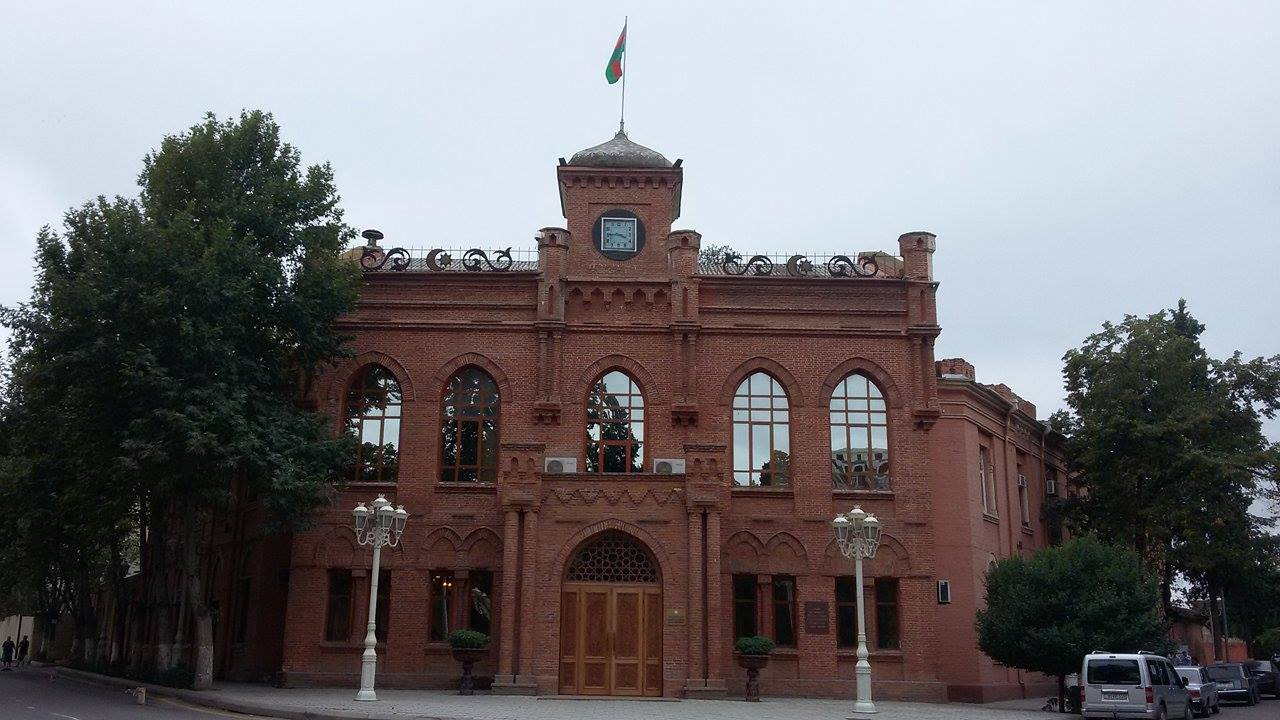
Edifici de la primera República Democràtica de l'Azerbaidjan a Gandja

Després de la rendició pacífica del govern nacional a les forces bolxevics, Azerbaidjan fou proclamada República Socialista Soviètica el 28 d'abril de 1920. Poc després s'hi celebrà el congrés dels Pobles de l'Est a Bakú, el setembre del 1920. Si bé l'RSS de l'Azerbaidjan era formalment un estat independent, de fet estava estretament controlada pel govern de Moscou. Fou incorporada a la República Federal Soviètica de Transcaucàsia (RFST), junt amb Armènia i Georgia el març de 1922. Per un acord signat el desembre de 1922, la RFST es convertí en una de les quatre repúbliques originàries de la Unió Soviètica. La RSFT fou dissolta el 1936 i les seves tres regions es convertiren en repúbliques separades dins de l'URSS.
Com les altres repúbliques de la unió, Azerbaidjan es veié afectat per la Gran Purga de Stalin durant la dècada del 1930. Durant aquest període, de vegades conegut com a "Terror Roig", milers de persones foren executades, incloent-hi destacats àzeris, com ara Hüseyn Cavid, Mikayil Musfiq, Ruhulla Akhúndov, Ayna Sultànova i altres. Al capdavant de les purgues a l'Azerbaidjan es trobava Micefer Bagirov, primer secretari del Partit Comunista de l'Azerbaidjan, que seguia les ordres de Stalin sense qüestionar-les. El seu objectiu especial era la "intelligentsia", però també depurà líders comunistes que havien simpatitzat amb l'oposició o que es podrien haver inclinat algun cop cap al panturquisme o tenien contactes amb moviments revolucionaris de l'Iran o Turquia.
Durant la dècada del 1940, l'RSS de l'Azerbaidjan proveí l'URSS amb molt de petroli i gas durant la guerra amb el Tercer Reich i fou així una zona estratègicament important. La invasió alemanya de la Unió Soviètica el juny de 1941 arribà al Gran Caucas el juliol de 1942, però els alemanys mai no creuaren al territori de l'Azerbaidjan. Molts àzeris lluitaren a les files de l'Exèrcit Soviètic (sobre 600-800.000) i a un general major àzeri, Hezi Aslanov, li fou atorgat per dos cops el títol d'Heroi de la Unió Soviètica. Uns 400.000 àzeris moriren en la Segona Guerra mundial. Els alemanys també feren esforços infructuosos per assegurar-se la cooperació de figures polítiques de l'exili, entre les quals cal destacar Mammed Amin Rasulzade.
Les polítiques de desestalinització i millora després dels anys 1950 conduïren a millors condicions d'educació i benestar per a la majoria de l'Azerbaidjan. Això també coincidí amb el període de ràpida urbanització i industrialització. Durant aquest període de canvi es va instituir una nova onada de russificació, a fi i efecte de fusionar tots els pobles de l'URSS en una nova i monolítica nació soviètica.
Durant la dècada del 1960, començaren a apuntar els senyals d'una crisi estructural en el sistema soviètic. La indústria petroliera crucial de l'Azerbaidjan perdé la seva relativa importància en l'economia soviètica, en part a causa d'un canvi d'extracció de petroli a unes altres zones de la Unió Soviètica i en part a causa de l'esgotament de recursos petroliers coneguts al territori, mentre que la producció en alta mar no es considerà rendible. Com a resultat d'això, l'Azerbaidjan tenia el ritme de creixement més baix en la productivitat i sortida econòmica de les repúbliques soviètiques, amb l'excepció del Tadjikistan. Les tensions ètniques, especialment entre armenis i àzeris començaren a créixer, però la violència fou suprimida.
En un intent d'acabar amb la crisi estructural creixent, el 1969, el govern de Moscou nomenà Heydər Əliyev com a primer secretari del Partit Comunista de l'Azerbaidjan. Aliyev millorà temporalment les condicions econòmiques i promogué indústries alternatives a la decreixent indústria petroliera, com ara el cotó. També consolidà l'elit governant de la república, que ara estava formada gairebé tota per àzeris ètnics, amb la qual cosa es revertiren les tendències prèvies. El 1982 Aliyev esdevingué membre del Politburó del Partit Comunista a Moscou, la posició més alta mai assolida per un àzeri a la Unió Soviètica. El 1987, quan començà la Perestroika, el líder soviètic Mikhaïl Gorbatxov el forçà a retirar-se perquè Aliyev s'oposava a les seves polítiques.
Els últims anys 1980, durant l'era de Gorbatxov, es caracteritzaren per un creixent malestar al Caucas, inicialment centrat sobre l'assumpte de l'Alt Karabakh. Arribà un despertar polític el febrer de 1988 amb la renovació del conflicte ètnic, que se centrava en demandes armènies per a la unificació de la República Socialista Soviètica d'Armènia i l'Óblast Autònoma de Nagorno-Karabagh. Els armenis expulsaren centenars de milers d'àzeris del Karabakh i Armènia, abans de març de 1988, mentre tenien lloc pogroms de la població armènia a Bakú i Sumqayit. Rússia imposà el seu domini militar en unes quantes ocasions, però el malestar s'hi continuava estenent.
La disputa ètnica mostrava els defectes del Partit Comunista com a defensor dels interessos nacionals i, en l'esperit de la glàsnost, les publicacions independents i les organitzacions polítiques començaren a emergir. D'aquestes organitzacions, de bon tros la més prominent era el Front Popular de l'Azerbaidjan (FPA), que prop de la tardor del 1989 semblava preparat per prendre el poder del Partit Comunista. L'FPA aviat experimentà una divisió entre una ala conservadora islàmica i una ala moderada. La divisió fou seguida per un brot de violència antiarmeni a Bakú i la intervenció de les tropes soviètiques.
El malestar culminà en confrontació violenta quan les tropes soviètiques abateren 132 manifestants nacionalistes a Bakú el 20 de gener de 1990. Azerbaidjan declarà la seva independència de l'URSS el 30 d'agost de 1991, i passà a formar part de la Comunitat d'Estats Independents. Al final de 1991 la Guerra de Nagorno-Karabakh s'havia intensificat i ja era una guerra a gran escala, que culminà en un tens alto el foc que s'han mantingut al segle xxi. Tot i que s'aconseguí un alto el foc, la negativa a negociar d'ambdós bàndols va tenir com a resultat un estancament de la situació i que les tropes armènies mantinguessin les seves posicions al Karabakh, així com els corredors presos de l'Azerbaidjan que connecten l'enclavament a Armènia.

## Azerbaidjan independent

### Presidència de Mütəllibov (1991-1992)
La declaració d'independència presentada pel president Ayaz Mütellibov el 30 d'agost de 1991 vingué després de l'intent de cop d'estat a la Unió Soviètica de 1991.
Mütəllibov es convertí en l'únic líder soviètic a més a més de Zviad Gamsakhúrdia que donà suport a l'intent de cop soviètic emetent una declaració des de Teheran, mentre més tard dissolia el Partit Comunista de l'Azerbaidjan i proposava canvis constitucionals per a eleccions presidencials directes a escala nacional.
El 8 de setembre de 1991, se celebraren les primeres eleccions presidencials en les quals Mütəllibov era l'únic candidat que concorria. Tot i que les eleccions no eren ni lliures ni justes segons els estàndards internacionals, Mütəllibov es convertí formalment en president electe de l'Azerbaidjan. L'adopció de la declaració d'independència per part del Soviet Suprem de la República Socialista Soviètica de l'Azerbaidjan el 18 d'octubre de 1991 era seguit per una dissolució del Partit Comunista de l'Azerbaidjan. Tanmateix, els seus anteriors membres, incloent-hi el president Ayaz Mütellibov, mantingueren els seus càrrecs polítics.
El desembre de 1991 en un referèndum a escala nacional, els votants àzeris aprovaren la declaració d'independència adoptada pel Consell Suprem; amb la dissolució de la Unió Soviètica, Azerbaidjan és reconegut estat independent al principi per Turquia, Palestina, Romania i el Pakistan.
Mentrestant, el conflicte sobre Nagorno-Karabakh continuava malgrat els esforços per negociar-hi una treva. A principis del 1992, el govern proarmeni del Karabakh proclamà una república independent. En el que era ara una guerra total entre Armènia i Azerbaidjan, els armenis aconseguiren avantatge, amb l'ajuda furtiva de l'exèrcit rus. Ambdós bàndols van cometre enormes atrocitats, com la Massacre de Khojali de civils àzeris el 25 de febrer de 1992, que provocà un gran malestar social per la inacció governamental. Mütəllibov fou forçat a sotmetre la seva dimissió a l'Assemblea Nacional de l'Azerbaidjan el 6 de març, sota pressió del Front Popular de l'Azerbaidjan.
El fracàs de Mütəllibov a l'hora de bastir un exèrcit adequat, que temia que no pogués romandre sota el seu control, ocasionà l'ensulsiada del seu govern. El 6 de maig l'última ciutat poblada d'àzeris a Nagorno-Karabakh, Susa, cau sota control armeni. El 14 de maig el Consell Suprem de l'Azerbaidjan escolta el cas sobre la Massacre de Khojali, relleva Mütallibov de qualsevol responsabilitat, anul·la la seva prèvia dimissió i el restaura com a president de l'Azerbaidjan, però l'endemà, 15 de maig, les forces armades, conduïdes pel Front Popular de l'Azerbaidjan prenen el control de les oficines del Parlament de l'Azerbaidjan i de la ràdio i televisió públiques, i així deposen Mütəllibov, que marxa a Moscou; el Consell Suprem de l'Azerbaidjan es dissol i traspassa les obligacions a l'Assemblea Nacional de la República de l'Azerbaidjan, formada per la representació paritària de Front Popular de l'Azerbaidjan i antics comunistes. Dos dies més tard, mentre les forces armènies prenen el control de Laçın, Isa Qember és elegit nou president de l'Assemblea Nacional de l'Azerbaidjan i assumeix temporalment les funcions de president de l'Azerbaidjan fins a la celebració d'eleccions nacionals el 17 de juny de 1992.

### Presidència d'Elçibəy (1992-1993)
Els antics comunistes fracassaren a presentar un candidat viable a les eleccions del 1992 i Ebülfez Elçibey, líder del Front Popular de l'Azerbaidjan (FPA) i antic dissident i pres polític, fou elegit president amb més d'un 60% dels vots. El seu programa incloïa l'oposició a l'afiliació de l'Azerbaidjan a la Comunitat d'Estats Independents, relacions més estretes amb Turquia, i un desig d'enllaços estesos amb els àzeris iranians.
Heydər Əliyev, a qui s'havia impedit de concórrer a les presidencials per un límit d'edat de 65 anys, era a Nakhtxivan. Havia d'enfrontar-se a un bloqueig armeni de Nakhtxivan. A canvi, Armènia patí quan l'Azerbaidjan aturà tot el trànsit ferroviari des d'Armènia, i tallà la connexió de gran part de la seva terra amb el món exterior. Els efectes econòmics negatius del conflicte azerioarmeni semblaven il·lustrar la interdependència de les nacions transcaucàsiques.
Al cap d'un any de la seva elecció, el president Elçibəy s'hagué d'enfrontar amb la mateixa situació que havia conduït a l'ensulsiada de Mutalibov. La baralla dins i al voltant de Nagorno-Karabakh es decantava a favor dels armenis, que tenien envoltat una cinquena part del territori de l'Azerbaidjan i havien creat més d'un milió de desplaçats interns. Es produí una rebel·lió militar contra Abulfaz Elçibəy a principis de juny de 1993 a Gandja sota la direcció del coronel Suret Hüseynov. El lideratge del Front Popular de l'Azerbaidjan es trobà sense suport polític com a resultat dels contratemps de la guerra, una economia seriosament deteriorada i oposició de grups dirigits per Heydər Əliyev. A Bakú, Əliyev agafà les regnes del poder i consolidà ràpidament la seva posició. Una moció de confiança a l'agost privà Elçibəy del seu càrrec.

### Presidència d'Heydər Əliyev (1993-2003)

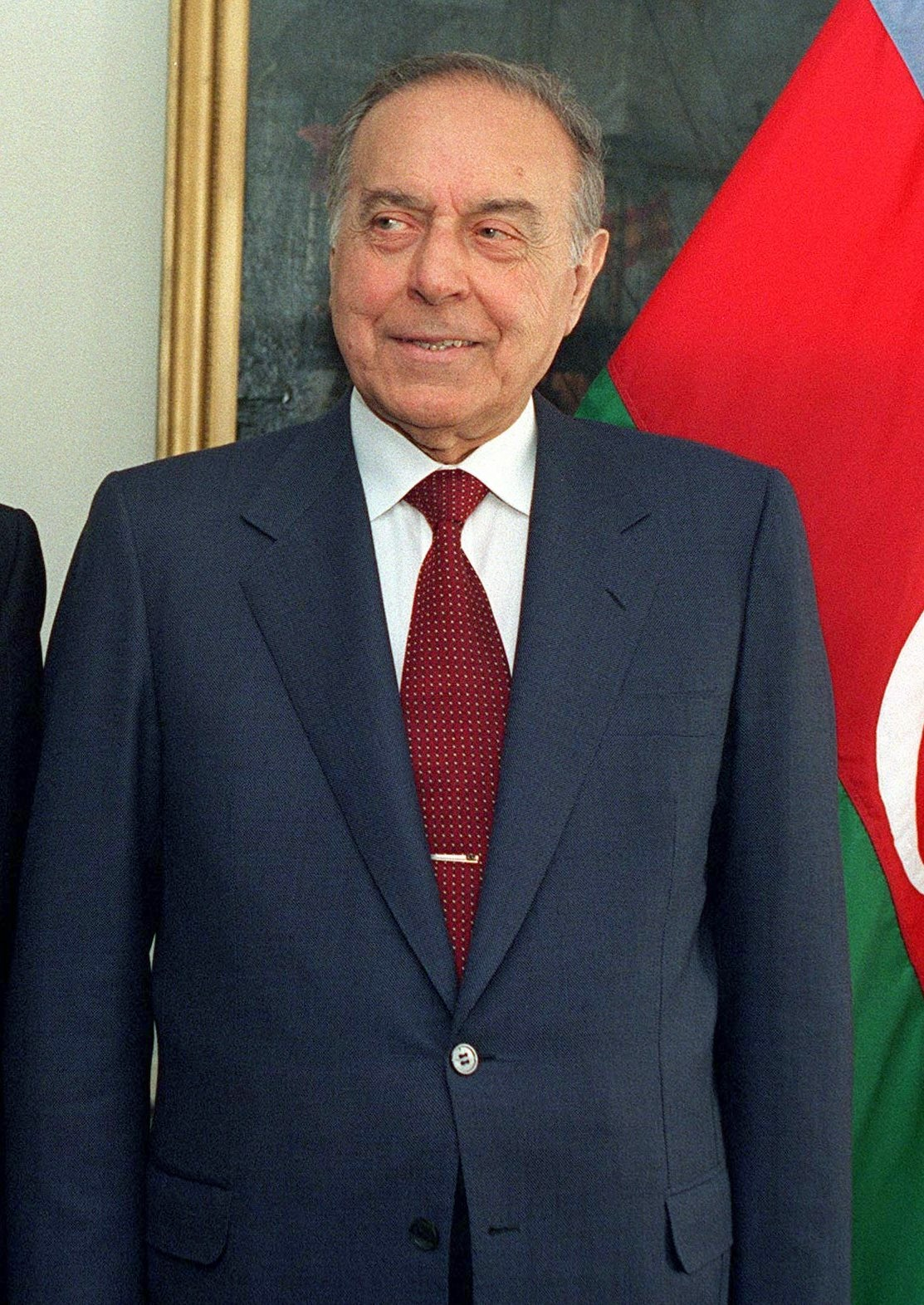
L'antic president del l'Azerbaidjan Heydər Əliyev fou el primer membre àzeri del Politburó

El 3 d'octubre del 1993 va tenir lloc l'elecció presidencial i Əliyev vencé de manera aclaparadora.
El març de 1994, Əliyev fou capaç de desfer-se de part de la seva oposició, incloent-hi Suret Hüseynov, que fou arrestat junt amb altres rivals. El 1995, l'antiga policia militar fou acusada d'ordir un cop i fou dissolta. Els responsables del cop tenien lligams amb nacionalistes turcs d'extrema dreta. Més tard, al 1996, Resul Quliyev, l'anterior president del parlament, se n'anà a un exili autoimposat. Així, cap a finals del 1996, la posició d'Heydər Əliyev com a governant absolut a l'Azerbaidjan era inqüestionable.
Com a resultat de reformes limitades i la signatura de l'anomenat "Contracte del Segle" l'octubre de 1994 (sobre el gegantí jaciment petrolífer d'Azəri-Çıraq-Günəşli) que comportà un increment de les exportacions de petroli als mercats occidentals, l'economia començà a millorar. Tanmateix, els nivells extrems de corrupció i nepotisme en el sistema estatal creat per Əliyev evitaren que Azerbaidjan assolís un desenvolupament més sostingut, especialment en el sector no petrolier.
L'octubre de 1998, Əliyev fou reelegit president per a un segon mandat. L'oposició debilitada l'acusà de frau electoral, però això no tingué una àmplia condemna internacional. El seu segon mandat es caracteritzà per reformes limitades, creixent extracció de petroli i dominació de la BP com a principal companyia petroliera estrangera a l'Azerbaidjan. A principis del 1999, es descobrí un important jaciment gasístic que feia de l'Azerbaidjan, potencialment, un exportador de gas essencial. Se signà un acord d'exportació de gas amb Turquia. Els treballs per al llargament esperat oleoducte Bakú-Tbilisi-Ceyhan i el gasoducte Bakú–Tbilisi–Erzurum començaren el 2003. L'oleoducte es completà el 2005 i el gasoducte el 2006. Azerbaidjan forma també part del futur gasoducte Nabucco.

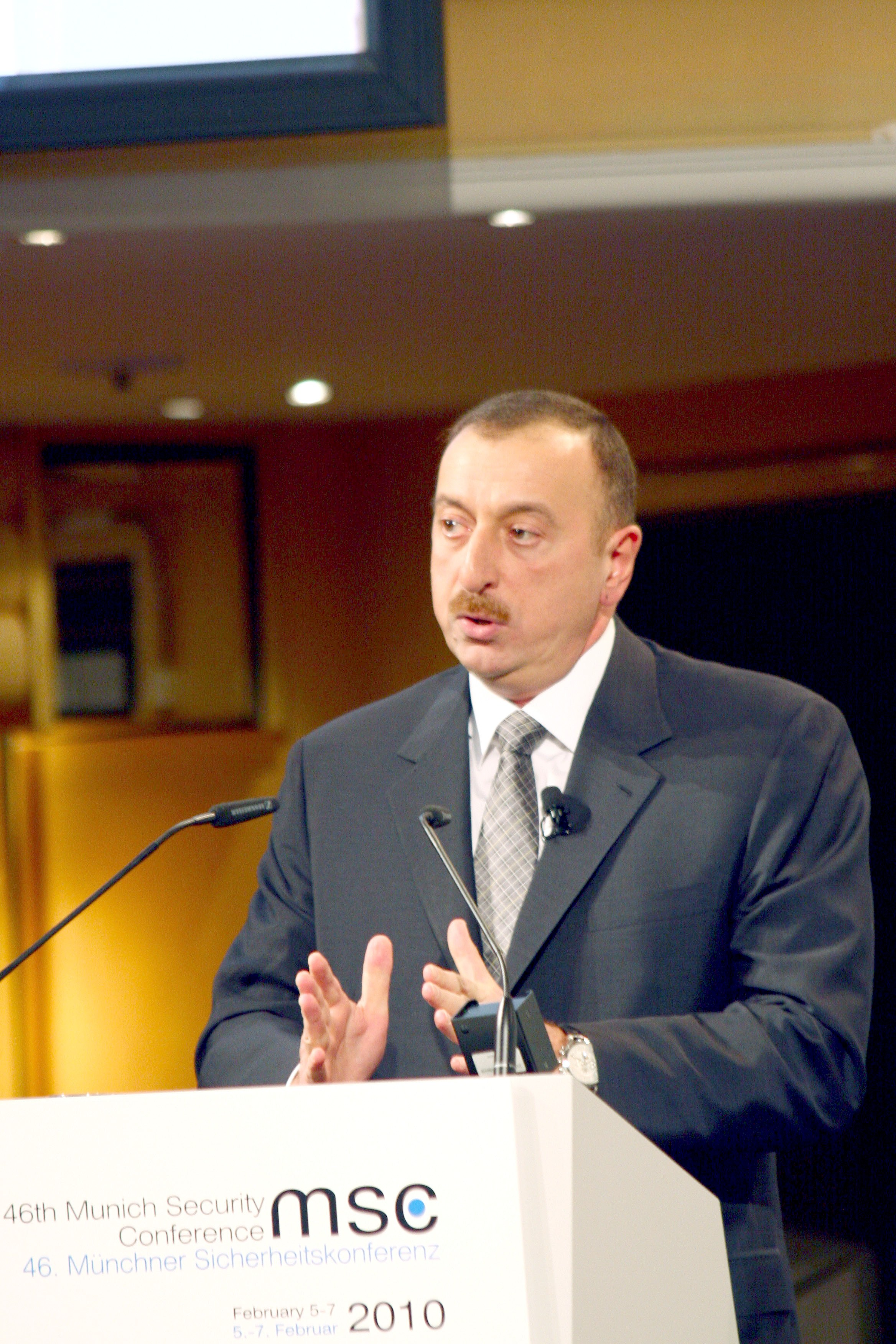
İlham Əliyev

Heydər Əliyev emmalaltí i, l'abril de 2003, la seva salut es deteriorà de tal manera que ja no pogué retornar a la vida pública. Abans de l'estiu del 2003 se'l col·locà en cures intensives als Estats Units, on fou declarat mort el 12 de desembre del 2003.

### Presidència d'İlham Əliyev (2003)
En una altra elecció també controvertida, el seu fill İlham Əliyev fou elegit president el mateix any. L'elecció es caracteritzà per la massiva violència i fou criticada per observadors estrangers. En aquell moment, l'oposició política a l'administració d'İlham Əliyev era forta. Molts no estaven satisfets amb aquesta nova successió dinàstica i pressionaven per un govern més democràtic. İlham Əliyev fou reelegit el 2008 amb un 87% dels vots, mentre que els partits d'oposició boicotejaren les eleccions. En un referèndum constitucional el 2009, s'abolien els límits de mandat per a la presidència i es restringí la llibertat de premsa.
Les eleccions parlamentàries del 2010 donaren un Parlament completament lleial a Aliyev: per primera vegada en la història de l'Azerbaidjan, no fou elegit un candidat únic dels principals partits de l'oposició, el Front Popular de l'Azerbaidjan o el Musavat.
The Economist ha marcat l'Azerbaidjan com a règim autoritari, i l'ha situat en el lloc 135è d'entre 167 estats del seu Índex de democràcia del 2010.
El 2011 es van succeir diverses protestes contra el govern d'Əliyev, amb crides a favor de reformes democràtiques i la dimissió del govern. Əliyev va respondre ordenant un operatiu de seguretat i utilitzant la força per aixafar els intents de rebel·lió a Bakú, i negant-se a fer concessions. Ben bé més de 400 àzeris han estat detinguts des de l'inici de les protestes el març de 2011. Els líders de l'oposició, incloent-hi el del Musavat Isa Qember, han assegurat que se seguiran manifestant, si bé la policia no ha tingut massa dificultats a l'hora d'aturar les protestes gairebé tan aviat com les comencen.
El 24 d'octubre del 2011, l'Azerbaidjan fou elegit com a membre no permanent del Consell de Seguretat de l'ONU. Va començar a exercir-ne com a membre l'1 de gener del 2012.